# Andreas Klier
Andreas Klier (Múnich, Alemania,  15 de enero de 1976) es un exciclista alemán. Debutó como profesional en el año 1996 en las filas del equipo Team Nüremberg. En 2007, ganó una etapa de la Vuelta a España, pero le fue retirada por una confesión posterior de dopaje.
El 13 de mayo de 2013 anunció su retirada del ciclismo tras diecisiete temporadas como profesional y con 37 años de edad, aunque continuaría director deportivo del conjunto Garmin-Sharp.  
El 16 de agosto de 2013, Andreas Klier admitió haber consumido EPO, hormonas de crecimiento, cortisona y transfusiones sanguíneas para mejorar su rendimiento entre los años 1999 y 2006. Esta confesión originó que la USADA le suspendiera durante seis meses y la pérdida de los resultados desde el 21 de julio de 2005 hasta el final de su carrera, a pesar de haberse retirado ya como ciclista.

## Palmarés
2002
- Gran Premio Jef Scherens

2003
- Gante-Wevelgem

## Resultados en Grandes Vueltas y Campeonatos del Mundo
| Carrera         | Carrera         | 1996 | 1997 | 1998 | 1999 | 2000  | 2001  | 2002  | 2003 | 2004 | 2005  | 2006 | 2007 | 2008 | 2009  | 2010  | 2011  | 2012 |
| --------------- | --------------- | ---- | ---- | ---- | ---- | ----- | ----- | ----- | ---- | ---- | ----- | ---- | ---- | ---- | ----- | ----- | ----- | ---- |
|                 | Giro de Italia  | —    | —    | —    | 78.º | —     | —     | —     | —    | —    | —     | —    | —    | —    | —     | —     | —     | —    |
|                 | Tour de Francia | —    | —    | —    | —    | 105.º | —     | —     | —    | —    | —     | —    | —    | —    | 155.º | 168.º | —     | —    |
|                 | Vuelta a España | —    | —    | —    | 74.º | —     | 119.º | Ab.   | —    | Ab.  | 108.º | —    | Ab.  | —    | —     | —     | 158.º | —    |
| Mundial en Ruta | Mundial en Ruta | —    | Ab.  | —    | Ab.  | —     | Ab.   | 105.º | 82.º | —    | 8.º   | —    | —    | —    | —     | —     | 171.º | —    |

―: no participa 
Ab.: abandono